# Cryptoblepharus ruber
Cryptoblepharus ruber (охристий змієокий сцинк) — вид сцинкоподібних ящірок родини сцинкових (Scincidae). Ендемік Австралії.

## Поширення і екологія
Охристі змієокі сцинки мешкають на півночі Західної Австралії (на схід від регіону Кімберлі) і Північної Території (на схід до затоки Карпентарія). Вони живуть в субтропічних лісах, серед дерев, чагарників і скель. Ведуть переважно деревний спосіб життя.